# Jahangirabad
Jahangirabad è una suddivisione dell'India, classificata come municipal board, di 51.369 abitanti, situata nel distretto di Bulandshahr, nello stato federato dell'Uttar Pradesh. 